# Estefi
Estefi és una historieta de còmic que va néixer a Itàlia amb el nom original de Stefi. L'autora és la dibuixant Grazia Nidasio (1931). L'Estefi va aparèixer per primera vegada a les historietes de la seva germana gran Valentina que es publicarien al Corrieri dei Regazzi de l'any 1969 fins al 1976. A partir de 1976 l'Estefi comença a sortir amb les seves pròpies aventures al Corriere dei Piccoli.
D'aquest Còmic en català, podem trobar les seves aventures al Cavall Fort a partir del número 600 de l'any 1987. La traducció és obra d'Albert Jané. Les historietes es van recopilar en àlbums. Primer ho va fer l'editorial Barcanova i després l'editorial Junior.

## Àlbums Barcanova, 1991
1. Diari d'estiu.
2. Diari d'hivern.

## Àlbums Junior, 1992
1. L'aigua.
2. L'aire
3. El camp.
4. El futur.
5. Les deixalles.
6. La vida al bosc.
7. El soroll.